# 정숙옹주 (선조)
정숙옹주(貞淑翁主, 1587년 4월 26일(음력 3월 19일) ~ 1627년 12월 12일(음력 11월 5일))는 조선의 왕족이며, 선조의 3녀이자 서3녀로 인빈 김씨 소생이다.

## 생애
1587년(선조 20년) 3월 19일, 선조(宣祖)와 당시 종2품 숙의(淑儀)였던 인빈 김씨(仁嬪 金氏)의 셋째 딸로 창경궁에서 태어났다.
1595년(선조 28년), 정숙옹주(貞淑翁主)의 봉호를 받았다. 1599년(선조 32년) 신흠의 아들인 동양위(東陽尉) 신익성(申翊聖)과 혼인하였고, 2년후에 출궁하여 사저에서 생활하였다. 신익성과의 사이에서 13명의 자녀를 두었는데 이 중 5남 4녀만이 성장하였다.
1613년(광해군 5년), 시아버지인 신흠이 계축옥사에 연루되어 감옥에 갇히자, 정숙옹주는 시어머니의 뒤를 따라 거적을 깔고 단식하기도 하였다. 이후 신흠이 유형에 처해지면서 가계가 곤궁해지자 옹주는 정성으로 음식을 마련하여 봉양하고, 남편 신익성의 누나가 아버지의 유배지에 문안을 가던 도중 병에 걸려 죽자, 제사에 필요한 물품을 마련해 주었으며, 신익성의 여동생 또한 돈독하게 보살펴 주었다.
근검하고, 자녀교육에 엄했으며 인목대비가 유폐되자 궁중에 발길을 끊었다.
1627년(인조 5년) 11월 5일, 병에 걸려 사망하였다. 광주(廣州) 사부촌(沙阜村)에 장사를 지냈고, 이후 남편 신익성과 합장되었다.

## 정숙옹주 제문

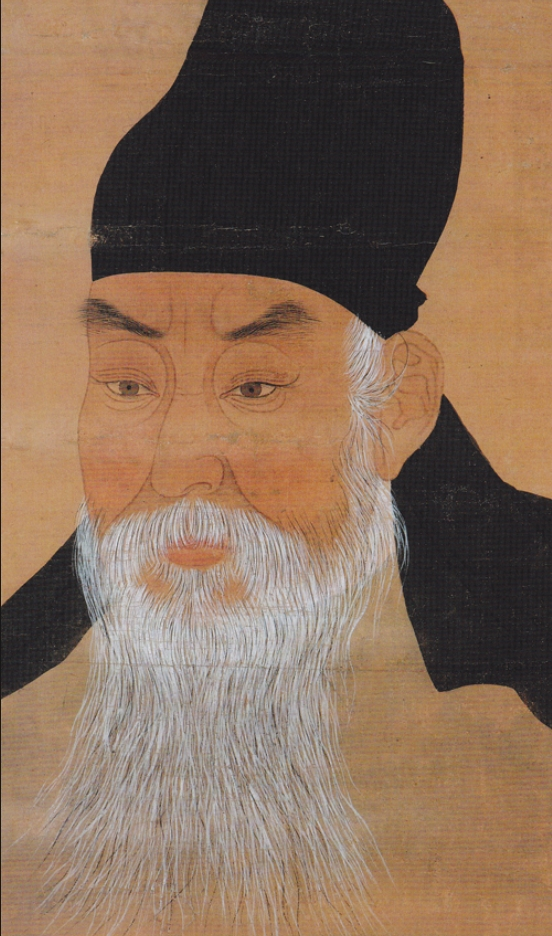
동양위 신익성 (1588-1644)
----정숙옹주의 남편이다. 병자호란 당시 척화를 주장하였다.

남편 신익성은 정숙옹주의 죽음을 슬퍼하며 직접 제문을 작성하였다.
| “ | 옹주가 나에게 이르기를, “길흉은 번갈아 생기는 법인데 우리가 오랫동안 곤궁했으니 이제부터는 마땅히 형통할 것입니다. 십수 년을 더 산다면 우리 자녀들이 모두 시집장가를 갈 것이니, 이 또한 인간 세상에서의 복입니다.” 라고 하였소. 그런데 조물주는 가득 찬 것을 시기하는지라 천리의 어긋남이 이에 이르고 말았다오. 막중한 제사를 나는 누구와 함께 지내겠으며, 자녀들의 혼사를 나는 누구와 함께하겠소? 슬픔과 기쁨을 나는 누구와 함께 나누겠으며, 문안 여쭈는 일을 나는 누구와 함께하겠소? 지금 이후로 삶이 즐거울지 아닐지 상상할 수 있다오. 옹주가 세상을 떠난 이후로 나는 실의하여 살 마음이 없어졌소. 그러나 위로는 노모를 걱정하고 아래로는 아이들이 염려되며 또 옹주의 장례가 아직 끝나지 않았기에 억지로 밥을 먹고 스스로 슬픔을 억눌러가며 뭇 일들을 처리하고 있소. (중략) | ” |
|   | — 죽은 아내 정숙옹주에 대한 제문〔祭亡室貞淑翁主文〕 중 일부 《낙전당집》, 신익성 지음 |   |

## 가족 관계
| - 아버지 : 선조(宣祖, 1552~1608) - 어머니 : 인빈 김씨(仁嬪 金氏, 1555~1613) - 오빠 : 의안군 성(義安君 珹, 1578~1588) - 오빠 : 신성군 후(信城君 珝, 1579~1592) - 오빠 : 정원군 부((定遠君 1580~1619) - 언니 : 정신옹주(貞愼翁主, 1583~1653) - 언니 : 정혜옹주(貞惠翁主, 1584~1638) - 동생 : 의창군 광(義昌君 珖, 1589~1645) - 동생 : 정안옹주(貞安翁主, 1590~1660) - 동생 : 정휘옹주(貞徽翁主, 1593~1653) | - 남편 : 동양위(東陽尉) 신익성(申翊聖, 1588~1644) - 장녀 : 신혜순(申惠順, 1604 ~ 조졸) - 차녀 : 신경강(申敬康, 1606 ~ 1649) - 사위 : 홍명하(洪命夏, 1608 ~ 1668) - 외손녀 : 홍상정(洪尙貞, 1632 ~ ?) - 연안 이씨 진사(進士) 이공저(李公著)의 처 - 외손자 : 교관(敎官) 홍석보(洪碩普, 1636 ~ ?) - 외손자 : 현령(縣令) 홍원보(洪遠普, 1641 ~ ?) - 장남 : 신면(申冕, 1607 ~ 1652) - 며느리 : 해평 윤씨(海平 尹氏) - 윤훤의 딸이며 심의겸의 외손녀 - 손자 : 좌랑(佐郞) 신종화(申宗華, 1633 ~ ?) - 손자 : 신공화(申拱華, 1638 ~ ?) - 5남 신향(申晑)에게 출계 - 손녀 : 신금동(申錦同, 1648 ~ ?) - 승지(承旨) 성초객(成楚客)의 아들 성익동(成益童)의 처 - 차남 : 신변(申昪, 1610 ~ 1664) - 며느리 : 전주 이씨(全州 李氏) - 이민구(李敏求)의 딸 - 손자 : 군수(郡守) 신필화(申弼華, 1626 ~ ?) - 손녀 : 신봉매 (申鳳妹, 1627 ~ ?) - 여흥 민씨 감사(監司) 증 영의정(贈 領議政) 민광훈(閔光勳, 1595 ~ 1659)의 아들 좌의정(左議政) 민정중(閔鼎重, 1628 ~ 1692)의 처 - 3남 : 신경(申炅, 1613 ~ 1664) - 며느리 : 창원 황씨(昌原 黃氏) - 황일호(黃一皓)의 딸 - 손녀 : 신봉주(申鳳姝, 1633 ~ ?) - 파평 윤씨 현감(縣監) 윤함(尹諴)의 처 - 며느리 : 청주 한씨(淸州 韓氏) - 한립(韓岦)의 딸 - 손자 : 현감(縣監) 신이화(申以華, 1637 ~ ?) - 손녀 : 신봉녀(申鳳女, 1640 ~ ?) - 파평 윤씨 윤용(尹墉)의 처 - 손자 : 신진화(申進華, 1645 ~ ?) - 손자 : 신광화(申光華, 1647 ~ ?) - 며느리(측실) - 양민 소춘(小春) - 서손자 : 현감(縣監) 신언화(申彦華, 1631 ~ ?) - 서손자 : 현감(縣監) 신응화(申應華, 1633 ~ ?) - 서손녀 : 신업덕(申業德, 1648 ~ ?) - 남양 홍씨 첨사(僉使) 홍하적(洪夏績)의 처 - 3녀 : 신순강(申順康, 1615 ~ ?) - 사위 : 강문두(姜文斗, ? ~ 1646) - 소현세자빈 민회빈 강씨의 동생 - 외손녀 : 박세임(朴世任)의 처 - 외손녀 : 원덕형(元德亨)의 처 - 외손녀 : 군수(郡守) 신명의(申命羲)의 처 - 4녀 : 신지강(申止康, 1617 ~ 1667) - 사위 : 청풍 김씨 병판(兵判) 청릉부원군(淸陵府院君) 김좌명(金佐明, 1616 ~ 1671) - 겸판서(兼判書) 증 영의정(贈 領議政) 김육(金堉)의 아들이자 명성왕후의 큰아버지 - 외손녀 : 김계희(金啓喜, 1632 ~ ?) - 임천 조씨 부사(府使) 조현기(趙顯期, 1634 ~ 1685)의 처 - 외손자 : 좌의정(右議政) 청성부원군 김석주(淸城府院君 金錫胄, 1634 ~ 1684) - 4남 : 신최(申最, 1619~1658) - 며느리 : 청송 심씨(靑松 沈氏) - 심희세의 딸이며 심의겸의 손녀 - 손녀 : 신봉덕(申鳳德, 1633 ~ ?) - 안동 권씨 장령(掌令) 권두추(權斗樞)의 처 - 손녀 : 신봉정(申鳳禎, 1635 ~ ?) - 청주 한씨 현령(縣令) 한백기(韓伯箕)의 처 - 손자 : 정자(正字) 신의화(申儀華, 1637 ~ ?) - 손녀 : 신봉아(申鳳娥, 1638 ~ ?) - 안동 권씨 교리(校理) 김환(金奐)의 처 - 손녀 : 신봉지(申鳳趾, 1640 ~ ?) - 안동 권씨 봉사(奉事) 권적(權頔)의 처 - 손자 : 신범화(申範華, 1647 ~ ?) - 손녀 : 신봉말(申鳳末, 1652 ~ ?) - 순흥 안씨 안승(安陞)의 처 - 손녀 : 신봉칠(申鳳七, 1654 ~ ?) - 나주 나씨 나만상(羅晩相)의 처 - 손녀 : 신봉팔(申鳳八, 1657 ~ ?) - 해주 정씨 정중진(鄭重鎭)의 처 - 5남 : 신향(申晑, 1623 ~ 1642) - 며느리 : 선산 김씨(善山 金氏) - 김세렴(金世濂)의 딸 - 양손자 : 신공화(申拱華, 1638 ~ ?) - 장남 신면(申冕)의 차남 |